# Kéfir

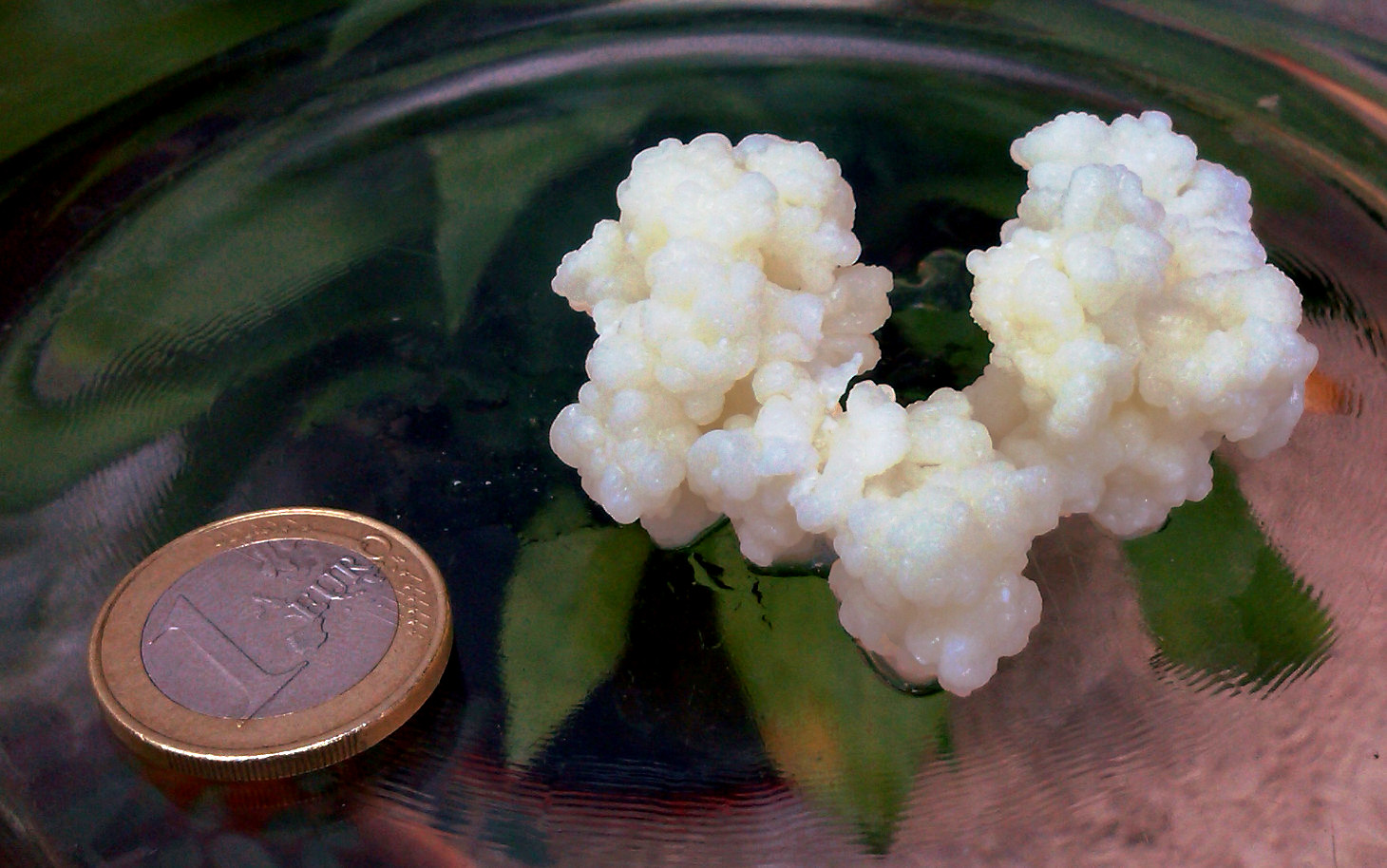
Kéfir de leche

El kéfir (también, kefir, búlgaros, yogur búlgaro, leche kefirada, yogurt de pajaritos); es un producto lácteo parecido al yogur líquido, fermentado a través de la acción de un conjunto de levaduras (hongos) y lactobacilos (bacterias). También reciben este nombre los gránulos o nódulos utilizados para su producción. 
En el kéfir la lactosa de la leche se transforma en ácido láctico y se produce además dióxido de carbono y alcohol en pequeña cantidad (1% al 3%), ya que la leche fermenta mediante una reacción lacto-alcohólica, que se da en condición anaeróbica.  Existe bibliografía en la que se afirma que procede de la región del Cáucaso.
Los gránulos o nódulos de kéfir (llamados "píldoras de Mahoma", en Georgia) tienen un aspecto similar al de la coliflor pero son más blandos y gelatinosos. Estos gránulos son una masa biótica que combina bacterias probióticas, levaduras (un ejemplo de simbiosis), lípidos y proteínas, envuelta en una matriz polisacárida, denominada kefiran. Los principales microorganismos que conforman este ecosistema microbiano presente en el kéfir son la bacteria Lactobacillus acidophilus y la levadura (hongo unicelular) Kluyveromyces marxianus, aunque la composición de los microorganismos que componen el kéfir varía según las regiones y métodos de cultivo.
Aunque la kombucha es otra bebida fermentada que no guarda relación alguna con el kéfir, muchas veces se confunden los términos debido a la costumbre de denominar a la kombucha igualmente como “kéfir de té”. No obstante, tibicos de agua (kéfir de agua) está más estrechamente relacionado con el kéfir de leche.

## Kéfir de leche

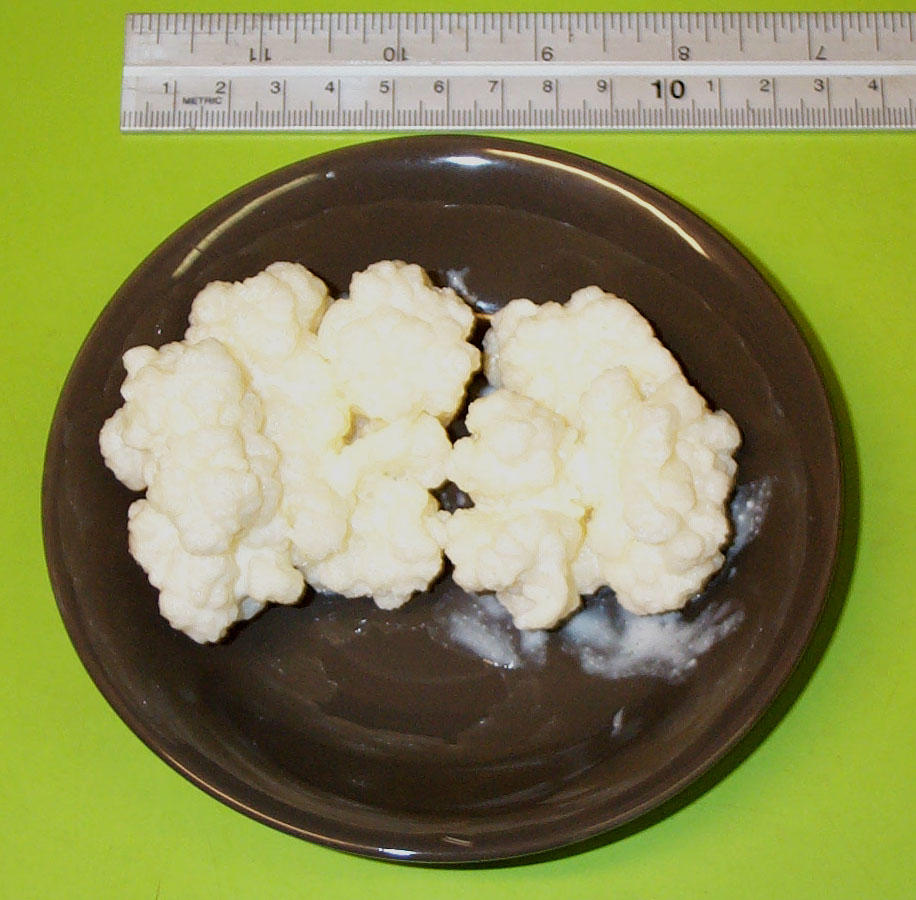
90 gramos de kéfir en un plato

Comúnmente se conocen dos tipos de kéfir: de leche y de agua. En realidad, el kéfir de agua y el de leche tienen la misma microflora, pero adaptados a medios distintos, encontrándose además distinciones en cuanto a las enzimas presentes en unos y otros. La kombucha suele agruparse también en la familia de estos scoby (symbiotic colony of bacteria and yeast), los cuales son comunidades simbióticas. Sin embargo, la población de microoganismos de la kombucha difiere ampliamente de la del kéfir.
El más extendido es el kéfir de leche, con cierto parecido al yogur, aunque la fabricación del yogur es mucho más sencilla y rentable. No obstante, poco a poco empiezan a aparecer empresas que se dedican a la comercialización de kéfir, tanto del de leche como del de agua.
Actualmente se encuentra relativamente difundida la elaboración del kéfir a nivel doméstico, mediante personas que venden o regalan los excedentes de nódulos (que crecen progresivamente) a otras.

## Origen
El kéfir de leche es uno de los productos lácteos más antiguos que se conocen, consumido durante miles de años, procedente del Cáucaso.
Ya en la antigüedad, los campesinos del norte de las montañas del Cáucaso preparaban una bebida llamada ayrag, más conocida como Kumis, dejando la leche remansada en odres fabricados con piel de cabra que nunca se lavaban. Según la estación, los colgaban cerca de la puerta de la casa, en el exterior o el interior. Se añadía leche fresca para reemplazar al ayrag que se iba consumiendo según se iba desarrollando la fermentación. En cierto momento, observaron que la corteza esponjosa y blanquecina de la pared interior de la piel era capaz, si se le añadía leche, de dar una bebida distinta y mejorada del ayrag original, la cual se denominó kéfir (képhir, képhyr, kefir).
Se cree que la palabra kéfir proviene del turco keif que significa "agradable sensación" o "sentirse bien", para referirse a la agradable sensación experimentada cuando se ingiere, y que conlleva además la connotación de bendición a quien se regala.
Marco Polo ya por entonces en sus relatos lo mencionaba, y en el siglo XIX se empezó a utilizar como remedio contra la tuberculosis.

## Composición de la microbiota del kéfir
Entre los diferentes microorganismos que se han identificado en el kéfir, es posible encontrar las siguientes especies: 
Bacterias:
- Streptococcus thermophilus
- Lactococcus, tales como:
  - Lactococcus lactis subsp. lactis
  - Lactococcus lactis subsp. cremosis
- Lactobacillus, tales como: 
  - Lactobacillus delbrueckii subsp. bulgaricus
  - Lactobacillus casei subsp. pseudoplantarum
  - Lactobacillus paracasei
  - Lactobacillus helveticus
  - Lactobacillus acidophilus
  - Lactobacillus brevis
  - Lactobacillus fermentum
  - Lactobacillus rhamnosus
- Leuconostoc, tales como:
  - Leuconostoc mesenteroides
  - Leuconostoc pseudomesenteroides
- Bifidobacterium, tales como:
  - Bifidobacterium infantis
  - Bifidobacterium lactis

Levaduras u hongos: 
- - Kluyveromyces marxianus var. lactis
  - Saccharomyces cerevisiae
  - Candida inconspicua
  - Candida maris.[7]

## Preparación
Se introducen en un recipiente de vidrio o cristal la leche a temperatura ambiente y los nódulos de kéfir (normalmente 60 gramos de gránulos por litro de leche), se cierra con tapa hermética (teniendo en cuenta que hay que dejar espacio o abrir frecuentemente ya que se produce gas durante la fermentación); es habitual también tapar con un paño de tela con un cordel. Se deja a temperatura ambiente (idealmente a 20 °C o menos), entre 12-36 horas (normalmente 24 horas) y si es posible removiendo o agitando cada 8 horas o menos. Tras este tiempo, se cuela el líquido resultante con un colador o filtro. Hay quien lava el frasco en agua y quien no, después se vuelve a repetir el proceso con más leche. Cada 3 o 4 días algunas personas suelen lavar los nódulos con agua simple potable, aunque hay personas que no lo lavan nunca o lo hacen muy pocas veces. Para un kéfir más líquido se añade más cantidad de leche, y para uno espeso más cantidad de nódulos (o en su defecto, menos leche). En la velocidad de la fermentación influye la temperatura ambiente, la temperatura de la leche y la cantidad de nódulos. La leche no debe sobrepasar los 39 °C y la temperatura ambiental ideal debería de ser en torno a los 20 °C. Se recomienda utilizar leche fresca o pasteurizada en lugar de la UHT. 
El líquido obtenido, denominado leche kefirada o kéfir, es un probiótico de consistencia similar al yogur, aunque con una textura más suave y sabor ligeramente más ácido. Es una bebida alcohólica de baja graduación y carbonatada. Para endulzar su gusto se le suele añadir azúcar, edulcorante, canela o miel, aunque todos estos aditivos, a fin de no interferir con la primera fermentación, se pueden agregar luego de haber quitado los nódulos. Después de la fermentación, la leche kefirada se puede guardar en la nevera a 3 °C/5 °C, manteniéndose con buena calidad hasta 10 días. Aunque es importante destacar que, aún en condiciones de refrigeración, seguirá fermentando, aunque lo hará a una velocidad más lenta.
La mayor parte de las veces el producto comercializado como «kéfir» contiene mucha menos cantidad de alcohol y gas carbónico, debido a las dificultades en el proceso de envasado, y en realidad es más propiamente un yogur.
Notas
- En principio, el kéfir debe estar siempre sumergido en leche entera (y no en desnatada o semidesnatada). No obstante, se conocen casos de kéfir que se desarrolla normalmente en leche semi- o desnatada, en cuyo caso habría que alternar el cultivo con leche entera, para evitar que terminara deteriorándose.
- Se puede preparar la cantidad de kéfir deseada, siempre que en el tarro quede 1/3 de aire. El motivo es que durante la fermentación se da lugar a una presión de gas que aumenta a medida que sube la temperatura. Puede llenarse más el tarro si no se cierra herméticamente, de forma que se permita la salida del gas.
- Los utensilios usados (recipiente y colador) no deben ser de aluminio, porque este material no es estable en un medio ácido, como el kéfir, y podría transferirle partículas nocivas.[cita requerida]

Hay numerosas recetas que usan la leche kefirada para hacer quesos de untar, queso sólido o ensaladas. Existen variaciones según el modo de preparación. El kéfir aguado (o kefir d'acqua) se produce a partir de agua con azúcar, frutas deshidratadas y jugo de limón.
Debido a que contiene un bajo nivel de alcohol, en Rusia es un remedio popular contra la resaca. Existe el método ruso, que permite la producción de kéfir a gran escala, y usa 2 fermentaciones, la segunda realizada al añadir más leche a kéfir, sin gránulos.

## Obtención y conservación
Debido a que los nódulos de kéfir solo se puede cultivar a partir de la división de otros nódulos de kéfir previamente cultivados, tradicionalmente el kéfir ha pasado de unas manos a otras de forma gratuita. Como este crece a una velocidad considerable, quienes lo cultivan se ven obligados a regalar una parte cada cierto tiempo. Esto debido a que, cuantos más nódulos de kéfir agregamos a la leche, más rápido fermentará la leche kefirada, lo cual daría lugar a un sabor demasiado ácido o incluso llegar a cortarse. También puede encontrarse en herboristerías, y existen empresas que lo venden a través de Internet.
Dado que el kéfir siempre tiene que estar en leche, cuando no se desea tomar leche kefirada durante algún tiempo existen varios métodos para conservar los granos:
- Refrigeración: dentro del frigorífico lo ideal es conservarlo en leche fresca a 4 °C. Así se mantiene hasta 14 días. Para mayor conservación hay que cambiar la leche cada pocas semanas para alimentar el cultivo.[10] También se puede conservar metido en un recipiente con agua no clorada y con azúcar en el refrigerador durante 7-10 días, habiendo enjuagado los gránulos en agua previamente.[15] Los nódulos así conservados necesitan ser reactivados en el próximo ciclo de fermentación, pues actúan más lentamente. Para ello conviene dejarlos en leche fresca 2 o 3 días.[15]
- Congelado: se limpia bien y se escurre, se introduce en una bolsa de plástico o táper y se congela. Así aguanta mucho tiempo, pero con el congelado se perderá gran parte de su potencia probiótica inicial que se irá recuperando poco a poco. Para descongelarlo, se saca del congelador y se prepara kéfir de leche durante tres días, desechando este primer kéfir. En la limpieza no es aconsejable utilizar agua de grifo porque el cloro que contiene puede llegar a matar a los microorganismos del kéfir.
- Deshidratación: se pone el kéfir sobre papel de cocina en un sitio aireado, y se remueve cada cierto tiempo hasta que no está pegajoso y tengan un aspecto cristalizado. El tiempo en deshidratarse depende de la ventilación, la temperatura y la humedad ambiental y es de 3-5 días para los granos más grandes. Una vez deshidratados se pueden conservar en lugar fresco, refrigerador, congelador o en seco. Duran unos 2-3 meses. Tras este procedimiento puede incluso meterse en un sobre y mandarse por correo. Para hidratarlo se introduce el kéfir en leche durante 2 semanas, renovando la leche cada 2 días. Después de este proceso puede prepararse kéfir de leche normalmente.[cita requerida]

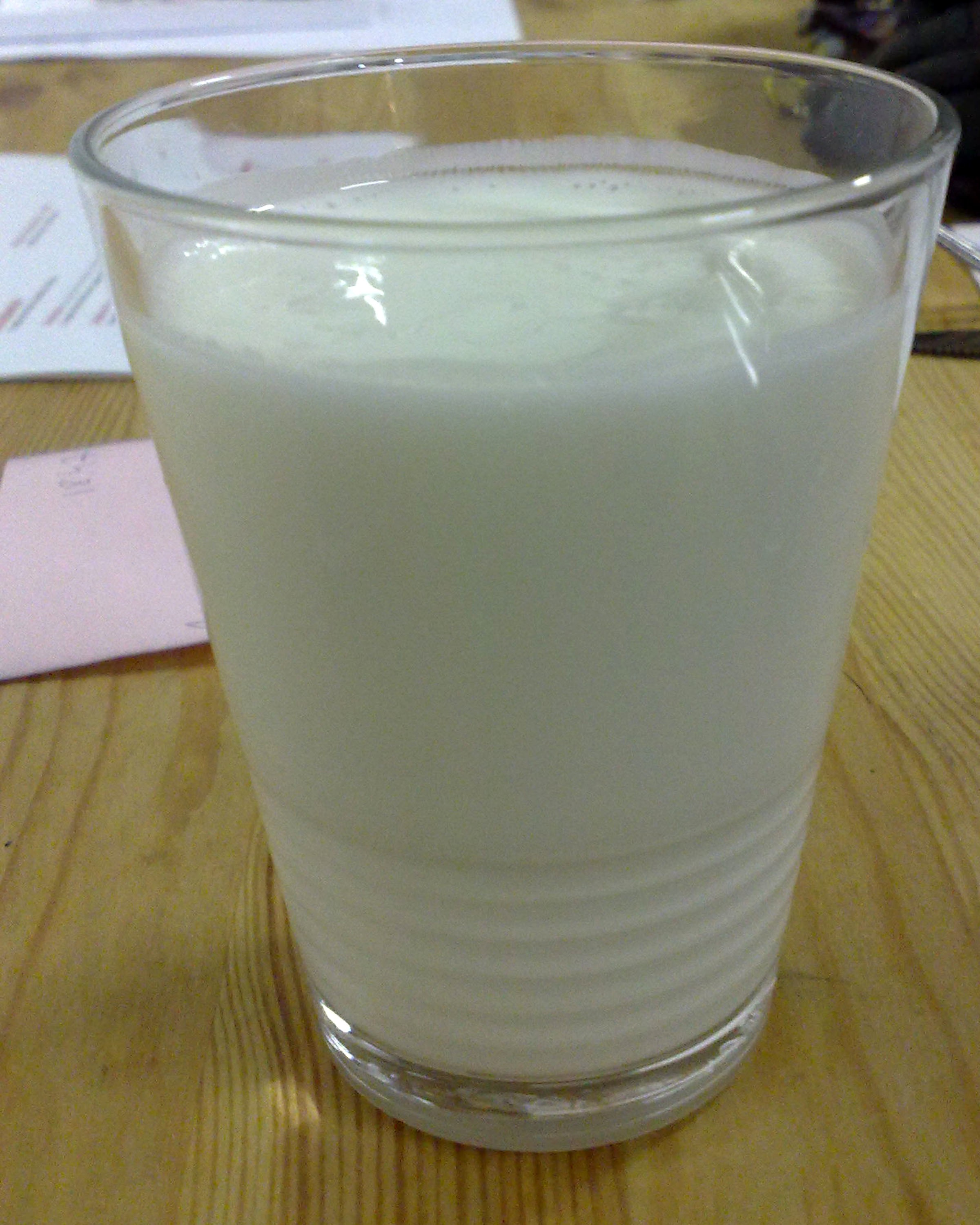
Un vaso de kéfir en un café polaco de Londres.

## Valor nutricional
El valor nutricional del kéfir depende de la calidad de la leche de partida. En general aporta minerales, especialmente el calcio, magnesio y fósforo; rico en vitaminas del grupo B (B1, B5, B9 y B12, biotina) y vitamina K; aminoácidos esenciales, como el triptófano y proteínas de fácil digestión. Los niveles de lactosa disminuyen y se incrementa la concentración de enzima β-galactosidasa como consecuencia de la fermentación.

#### Kefiran
La matriz del kéfir está envuelta en un polisacárido gelatinoso soluble en agua llamado kefiran, compuesto principalmente por los monosacáridos glucosa y galactosa. Se ha constatado cierta actividad antitumoral, antimicrobiana y cicatrizante a partir de extractos de esta sustancia.

### Propiedades funcionales
Desde hace cien años, se ha asociado el consumo de kéfir con diversos efectos favorables sobre la salud. Los beneficios actualmente documentados incluyen la modulación del sistema inmunitario, del metabolismo y de la microbiota intestinal, y la cicatrización de heridas. Estudios in vitro han demostrado acción anticancerígena sobre diversos tipos de células cancerígenas.

## Kéfir de agua y de frutas

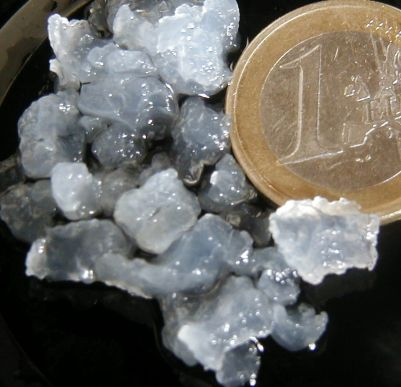
Granos de kéfir de agua (tibicos).

Una clara diferencia del kéfir de agua con respecto al kéfir de leche es que no necesita lactosa para que produzca la fermentación, aunque es necesario adicionar azúcar para desencadenar la fermentación, pudiendo beneficiarse de todas las propiedades que posee aquellas personas que son  veganas. El kéfir de agua, a diferencia del kéfir de leche, queda como una agua carbonatada, mientras que el kéfir de leche queda una leche agria o ácida. 
El kéfir de frutas tiene la misma microbiota y propiedades que el kéfir de leche. La única diferencia es que el kéfir de frutas está plenamente adaptado a fermentar con frutas varias o soluciones azucaradas.